# اليكس يونج
ألكسندر تشارلز لونج يونج أو أليكس يونج (ولد يوم 20 جويلية 1976 كوالالمبور، ماليزيا ) هو سائق سباقات ماليزي، كان له مسيرة مهنية قصيرة في الفورمولا 1 ويظل اليوم الممثل الوحيد لبلاده الذي شارك في سباق الجائزة الكبرى.
.